# Саянский (городское поселение)
Посёлок Саянский — муниципальное образование со статусом городского поселения в Рыбинском районе Красноярского края.
Административный центр — пгт Саянский.
В рамках административно-территориального устройства соответствует административно-территориальной единице посёлок городского типа Саянский (с подчинённым ему населённым пунктом).

## Население
| 2010  | 2011  | 2012  | 2013  | 2014  | 2015  | 2016  |
| ----- | ----- | ----- | ----- | ----- | ----- | ----- |
| 4454  | ↘4435 | ↘4415 | ↘4402 | ↗4407 | ↗4467 | ↗4498 |
| 2017  |       |       |       |       |       |       |
| ↘4454 |       |       |       |       |       |       |

## Состав
В состав городского поселения входят 2 населённых пункта:
| № | Населённый пункт | Тип населённого пункта      | Население |
| - | ---------------- | --------------------------- | --------- |
| 1 | Саянский         | пгт, административный центр | ↘3947     |
| 2 | Усть-Кандыга     | деревня                     | ↘450      |

## Местное самоуправление
Саянский поселковый Совет депутатов
Срок полномочий: 5 лет. Количество депутатов:  10
Глава муниципального образования
- Перистый Евгений Анатольевич. Дата избрания: 14.03.2010. Срок полномочий: 5 лет